# Tour de l'Horloge (Venise)
Pour les articles homonymes, voir Tour de l'Horloge.
La tour de l'Horloge est un bâtiment Renaissance situé sur la place Saint-Marc à Venise.

## Histoire

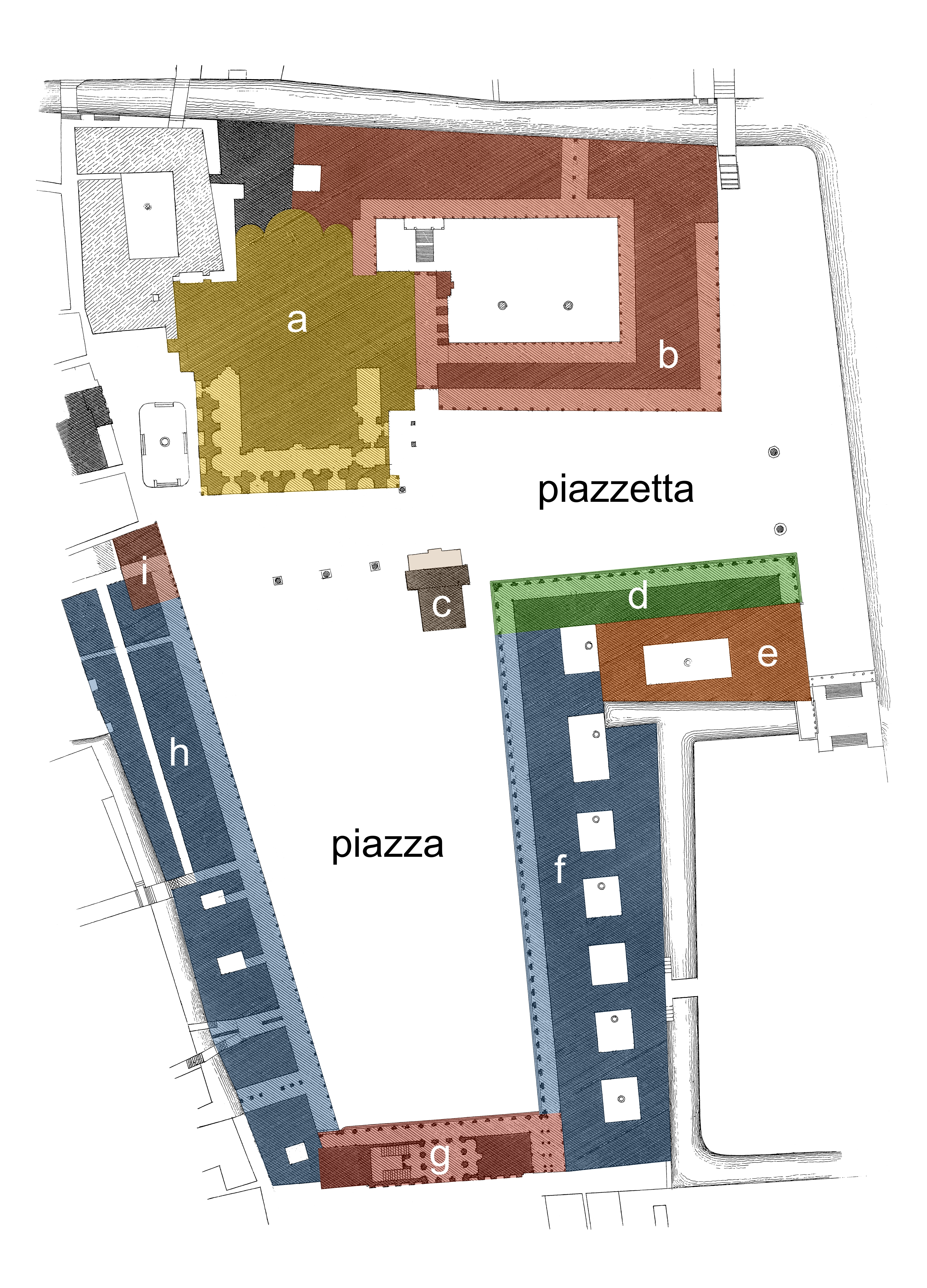
Plan de la place Saint-Marc : la tour se trouve au point I.

Les Vieilles Procuraties commençaient déjà à la fin du XVe siècle à l'endroit où débouchaient les Merceries, enfilade de rues commerçantes reliant Saint-Marc au Rialto. Les procurateurs eurent l'idée d'en marquer l'entrée par une tour qui aurait l'aspect d'une porte de ville.

## Description
Le bâtiment se compose d'une tour centrale, construite entre 1496 et 1499 par l'architecte Mauro Codussi et de deux ailes latérales, ajoutées en 1506. L'arche, située en dessous, relie la place aux Merceries.
Le cadran de l'horloge est en or et émail bleu ; il marque l'heure, le jour, la phase de lune et le signe du zodiaque. Une première restauration a été effectuée en 1757. La restauration moderne qui a débuté en 1997 et s'est achevée en mai 2006 a été inaugurée à minuit le 27 mai 2006.
L'horloge est équipée d'un mécanisme de carillon activé pour l'Épiphanie et l'Ascension. À chaque coup des heures ces jours-là, le panneau latéral des heures s'ouvre pour laisser passer un carrousel de statues en bois, représentant les personnages de la Nativité et les Rois mages. Les statues, entraînées par un mécanisme à rails le long de la plate-forme semi-circulaire au-dessus du cadran, pour rendre hommage à une Vierge à l'Enfant, rentrent ensuite dans la Tour par le panneau latéral des minutes situé de l'autre côté de l'horloge. En commençant par le coucher de soleil à 18 heures, la journée est divisée en 24 heures, puis les cadrans sont classés de 1 à 24.

### La statue du doge et le lion de saint Marc
Le 1er février 1499, le doge Agostin Barbarigo inaugure l'Horloge. Sa statue qui a été placée à côté du lion de saint Marc, symbole de la république de Venise, sur la partie supérieure de la façade de la tour a été détruite en 1797 lors de l'occupation française. Les municipalistes jacobins pro-français payaient alors avec de l'argent public les tailleurs de pierre qui détruisaient toutes les statues des doges et autant de lions que possible. Le lion est placé sur un fond de ciel bleu étoilé.

### Les Maures
Deux statues, dites Maures de Venise, ainsi surnommées par les Vénitiens en raison de leur couleur brune, sont placées sur une terrasse au sommet de la Tour. Constituées en bronze, elles représentant deux bergers qui frappent les heures avec une massue sur une grosse cloche. Ils ont des caractéristiques communes, la seule différence visible est la barbe que l'un a et l'autre pas. Le Maure barbu est appelé le « Vieux », l'autre le « Jeune ». Un détail contribue à cette attribution des rôles : les Maures marquent les heures en frappant la cloche avec leurs marteaux (autant de coups qu'il y a d'heures), mais avec une modalité spécifique. Le « Vieux » Maure sonne l'heure deux minutes avant l'heure exacte, pour signifier le temps qui s'est écoulé, tandis que le « Jeune » Maure sonne l'heure deux minutes plus tard pour signifier le temps à venir. Ce décalage permettait également aux habitants de Venise de compter à nouveau le nombre de coups s'ils avaient un doute à la suite du premier dénombrement, afin d'éviter les erreurs sur la détermination de l'heure courante.

### La cloche
La tour abrite une cloche en mi-bémol 3, coulée en 1497 par Simone Campanato. La cloche est frappée par les Maures et à midi et minuit également par les deux manteaux du cadran solaire, non visibles de la place.

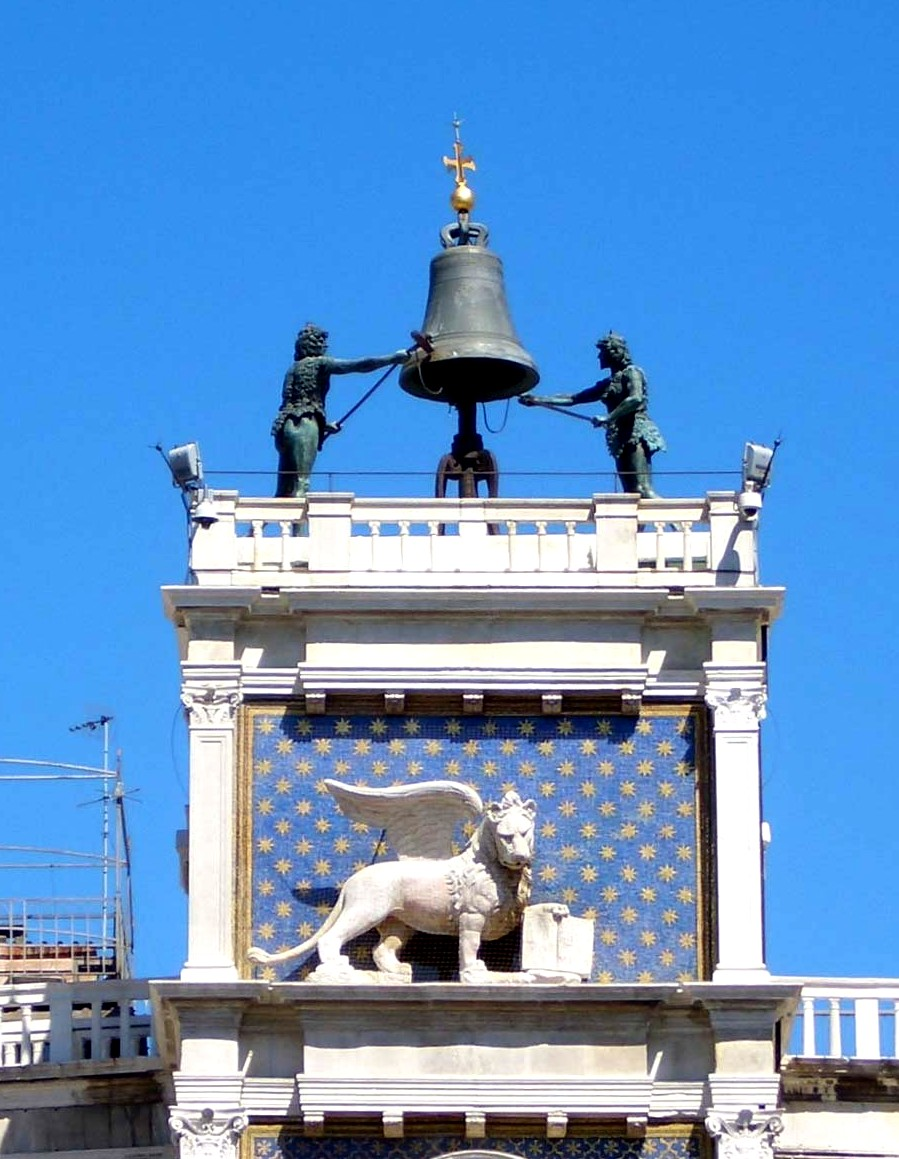
La terrasse des Maures.
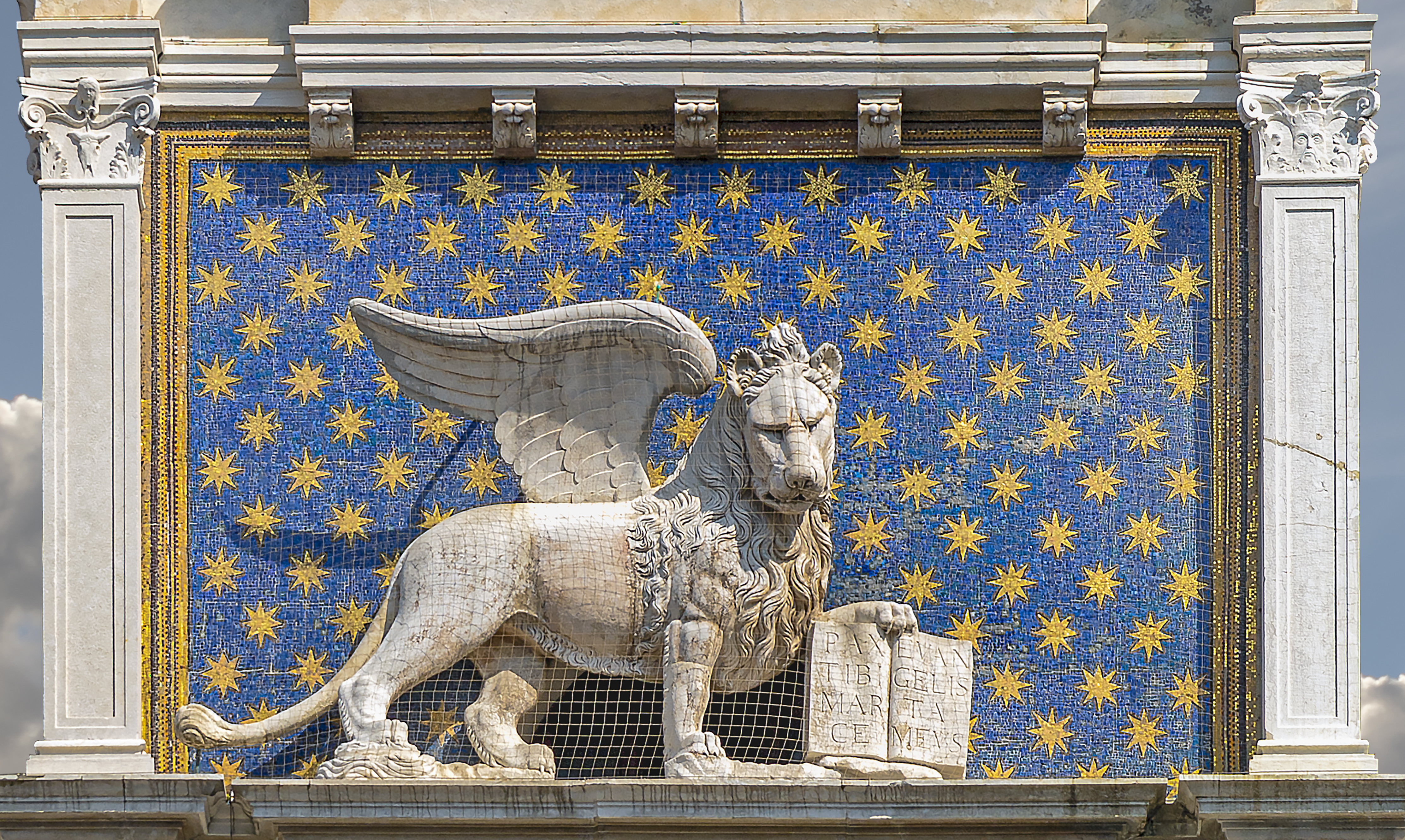
Lion de saint Marc, symbole de la république de Venise.
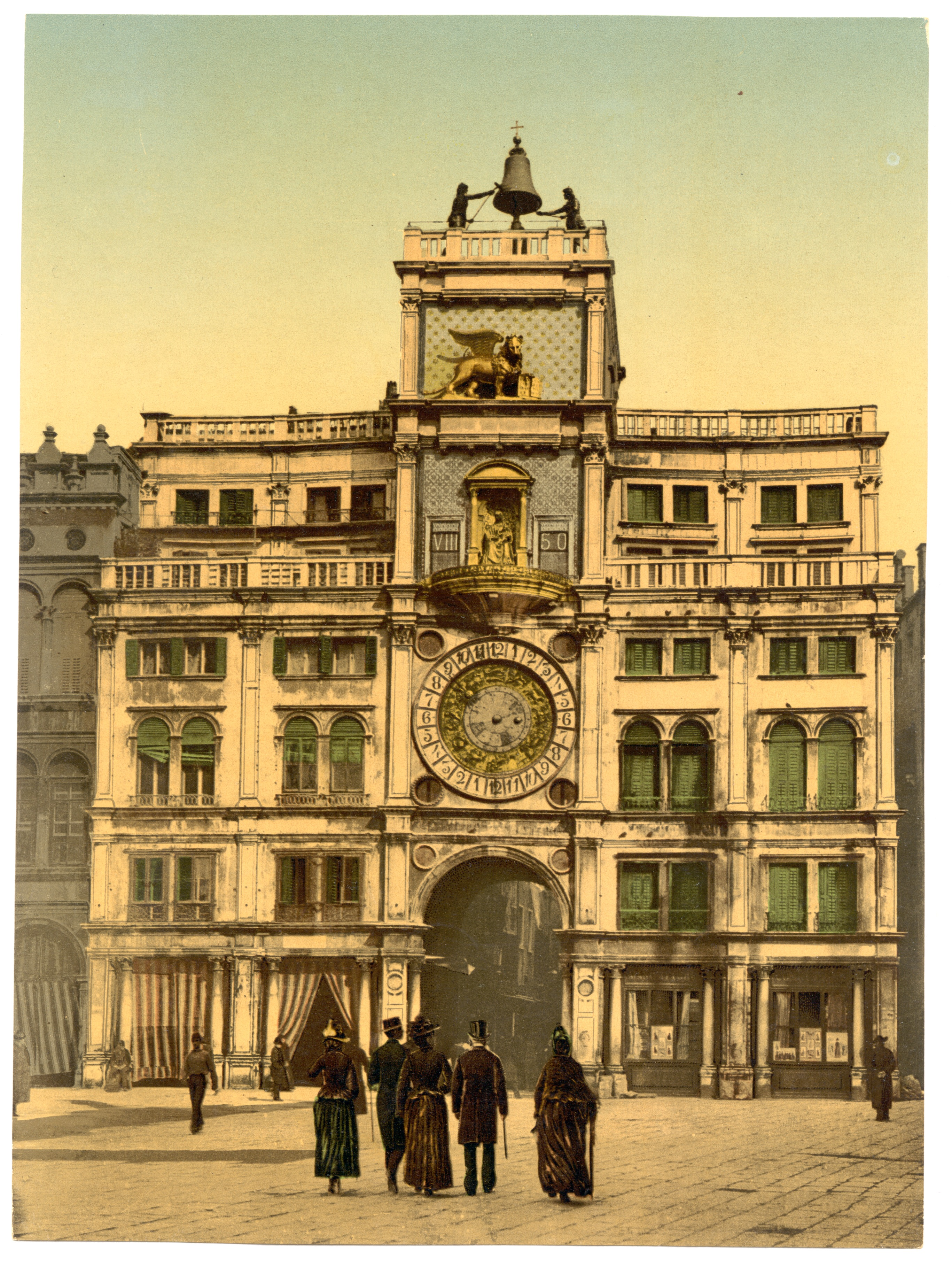
La tour entre 1890 et 1900.